# Jānis Lagzdiņš
Jānis Lagzdiņš (ur. 15 czerwca 1952 w Lipawie) – łotewski prawnik i polityk, poseł do Rady Najwyższej Republiki Łotewskiej (1990–1993) oraz do Sejmów kolejnych kadencji (1993–2010). 

## Życiorys
Urodził się w rodzinie adwokata i lekarki. Po ukończeniu szkoły średniej w rodzinnej Lipawie studiował na Wydziale Prawa Łotewskiego Uniwersytetu Państwowego (LVU). W latach 1976–1978 służył w armii radzieckiej. Od 1979 do 1987 pracował jako prawnik w urzędach państwowych, następnie zaś w charakterze adwokata i przysięgłego adwokata. 
Pod koniec lat 80. zaangażował się w działalność w lipawskim oddziale Łotewskiego Frontu Ludowego (LTF). Był przedstawicielem Lipawy w radzie i zarządzie LTF. W wyborach w 1990 został posłem do Rady Najwyższej Łotewskiej SRR z ramienia LTF. Był członkiem Komisji Spraw Społecznych i Samorządu oraz autorem kilku strategicznych ustaw dla tego okresu (m.in. o organizacjach społecznych oraz statusie deputowanych ludowych rad miast, gmin i rejonów). W wyborach 1993 i 1995 uzyskiwał mandat posła na Sejm kurlandzkiej listy Łotewskiej Drogi – od 1993 do 1997 zasiadał w zarządzie ugrupowania. W 1998 przystąpił do Partii Ludowej (TP), z ramienia której był wybierany do Sejmów VII kadencji (1998), VIII kadencji (2002) i IX kadencji (2006). Od 2004 do 2006 był przewodniczącym Klubu Poselskiego TP, następnie zaś jego wiceprzewodniczącym (2006-2008).  
W kwietniu 2010 wystąpił z partii i z klubu parlamentarnego TP. Nie ubiegał się o reelekcję do Sejmu X kadencji w wyborach w 2010. 
Jest wolny. Odznaczony Orderem Trzech Gwiazd III i IV klasy.